# Коррез (коммуна)
Корре́з (фр. Corrèze, окс. Corrèsa) — коммуна во Франции, находится в регионе Лимузен. Департамент — Коррез. Административный центр кантона Коррез. Округ коммуны — Тюль.
Код INSEE коммуны — 19062.
Коммуна расположена приблизительно в 390 км к югу от Парижа, в 75 км юго-восточнее Лиможа, в 15 км к северо-востоку от Тюля.

## Население
Население коммуны на 2008 год составляло 1175 человек.
| 1962 | 1968 | 1975 | 1982 | 1990 | 1999 | 2008 |
| ---- | ---- | ---- | ---- | ---- | ---- | ---- |
| 1602 | 1576 | 1528 | 1340 | 1145 | 1148 | 1175 |

## Администрация
| Период | Период | Фамилия           | Партия       | Примечания |
| ------ | ------ | ----------------- | ------------ | ---------- |
| 2001   | 2008   | Жан Турне         |              |            |
| 2008   |        | Франсуа Барбазанж | Разные левые |            |

## Экономика
В 2007 году среди 568 человек в трудоспособном возрасте (15-64 лет) 434 были экономически активными, 134 — неактивными (показатель активности — 76,4 %, в 1999 году было 69,2 %). Из 434 активных работали 408 человек (218 мужчин и 190 женщин), безработных было 26 (7 мужчин и 19 женщин). Среди 134 неактивных 43 человека были учениками или студентами, 52 — пенсионерами, 39 были неактивными по другим причинам.

## Достопримечательности
- Городские ворота. Памятник истории с 1927 года[3]
- Церковь Сен-Марсьяль (XII—XIII века). Памятник истории с 1972 года[4]
- Часовня Кающихся Невинных (1758 год). Памятник истории с 1988 года[5]

## Фотогалерея

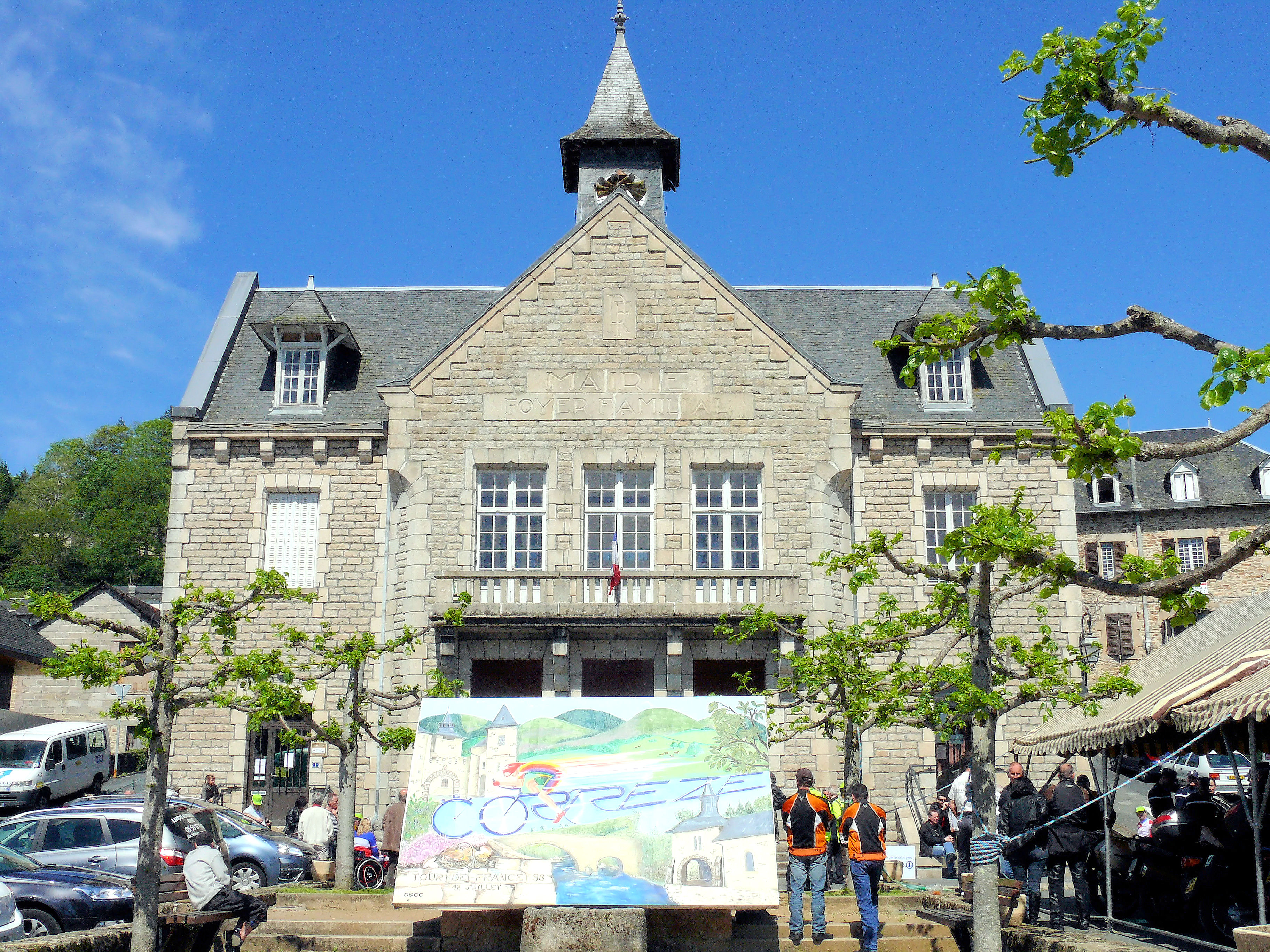
Мэрия
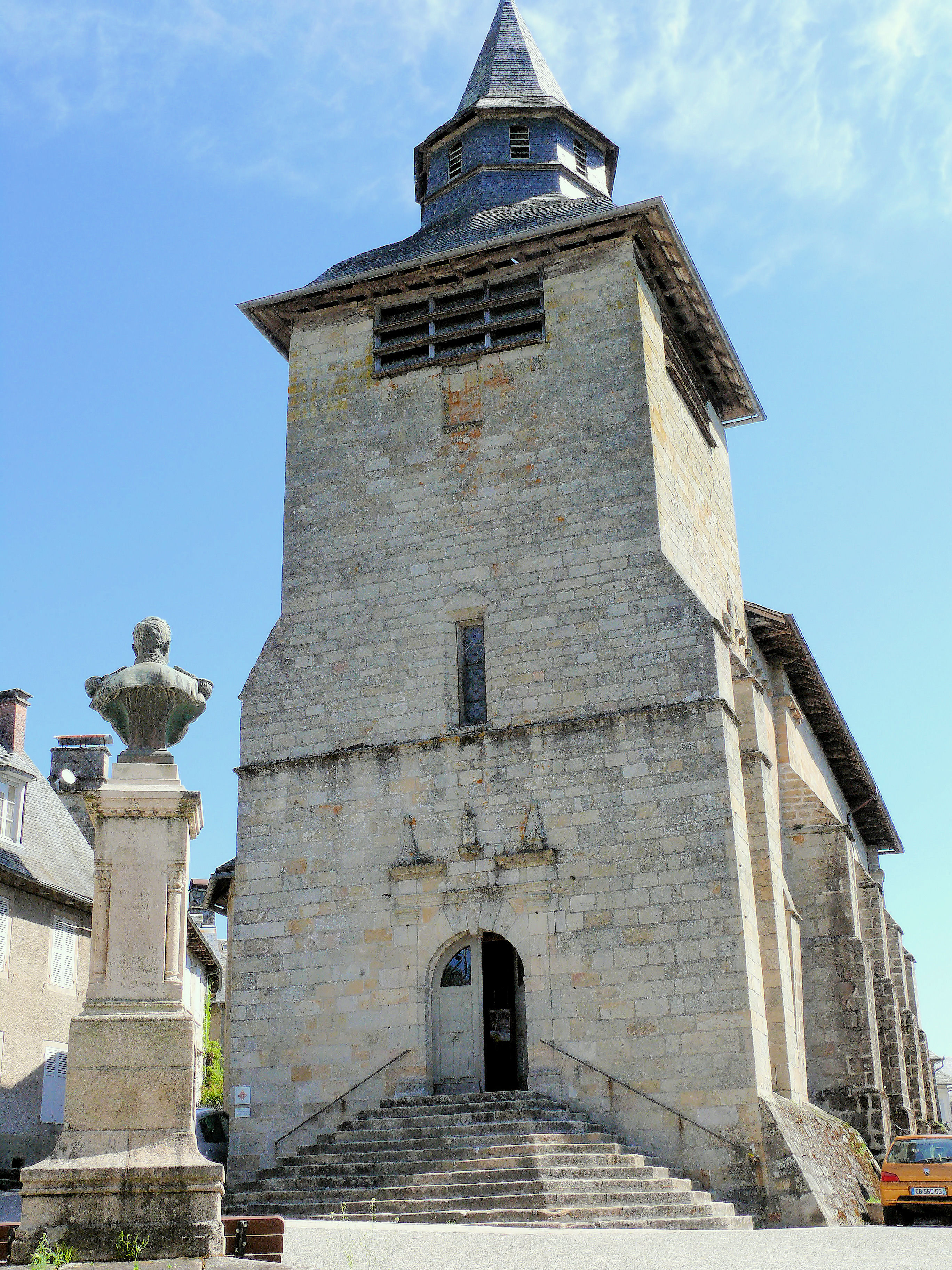
Церковь Сен-Марсьяль
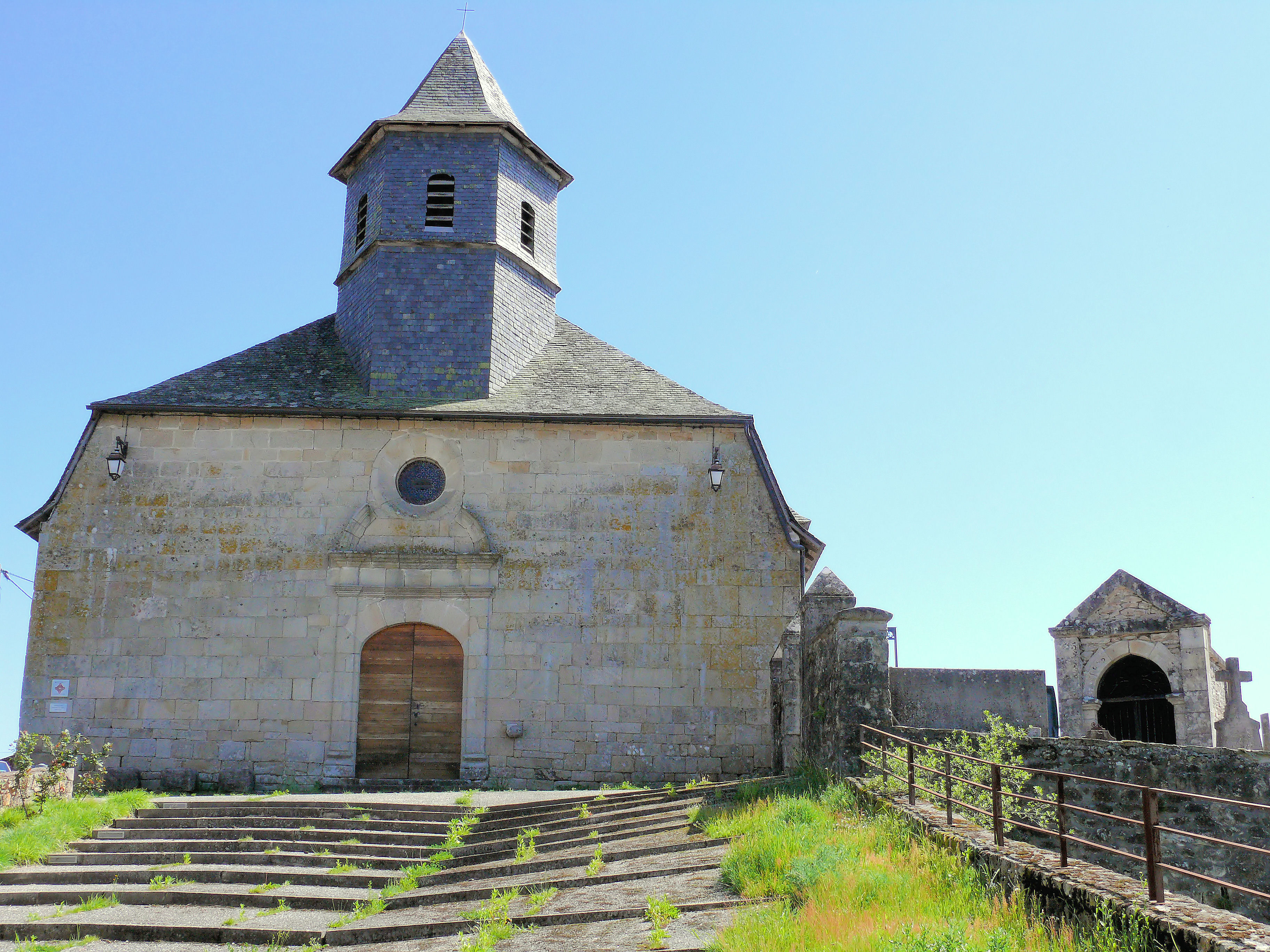
Часовня Кающихся Невинных
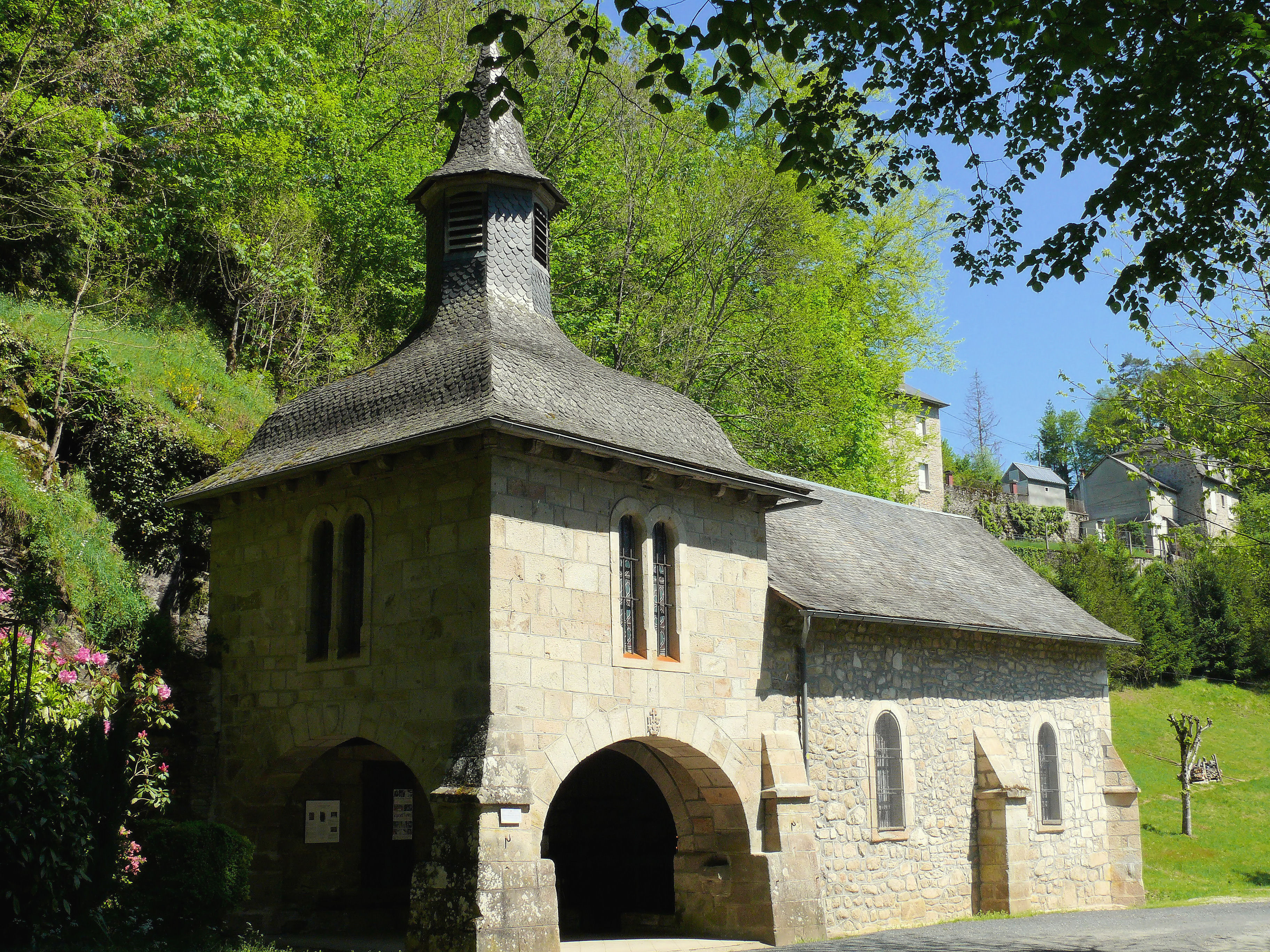
Часовня Нотр-Дам
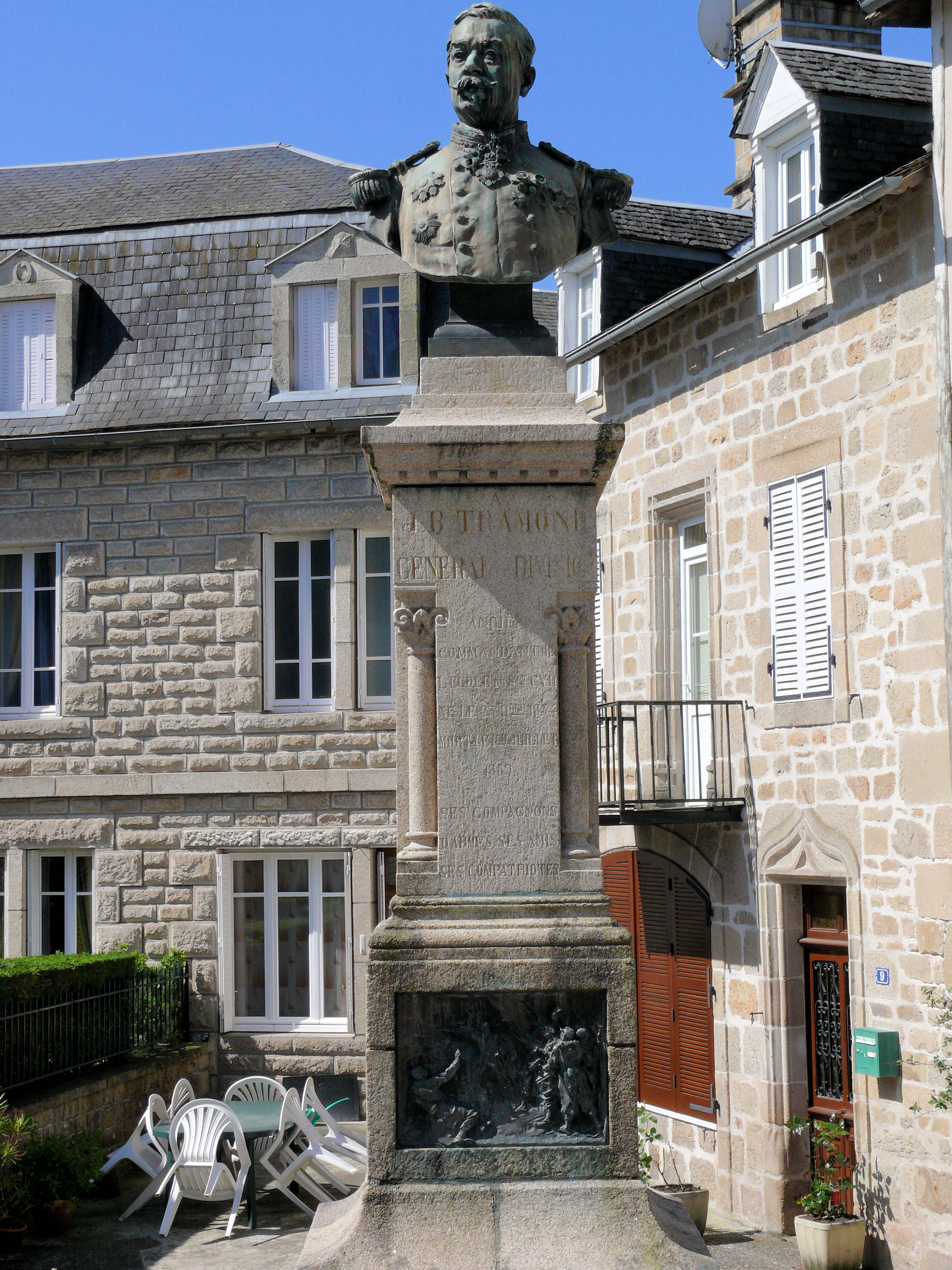
Памятник генералу Трамону
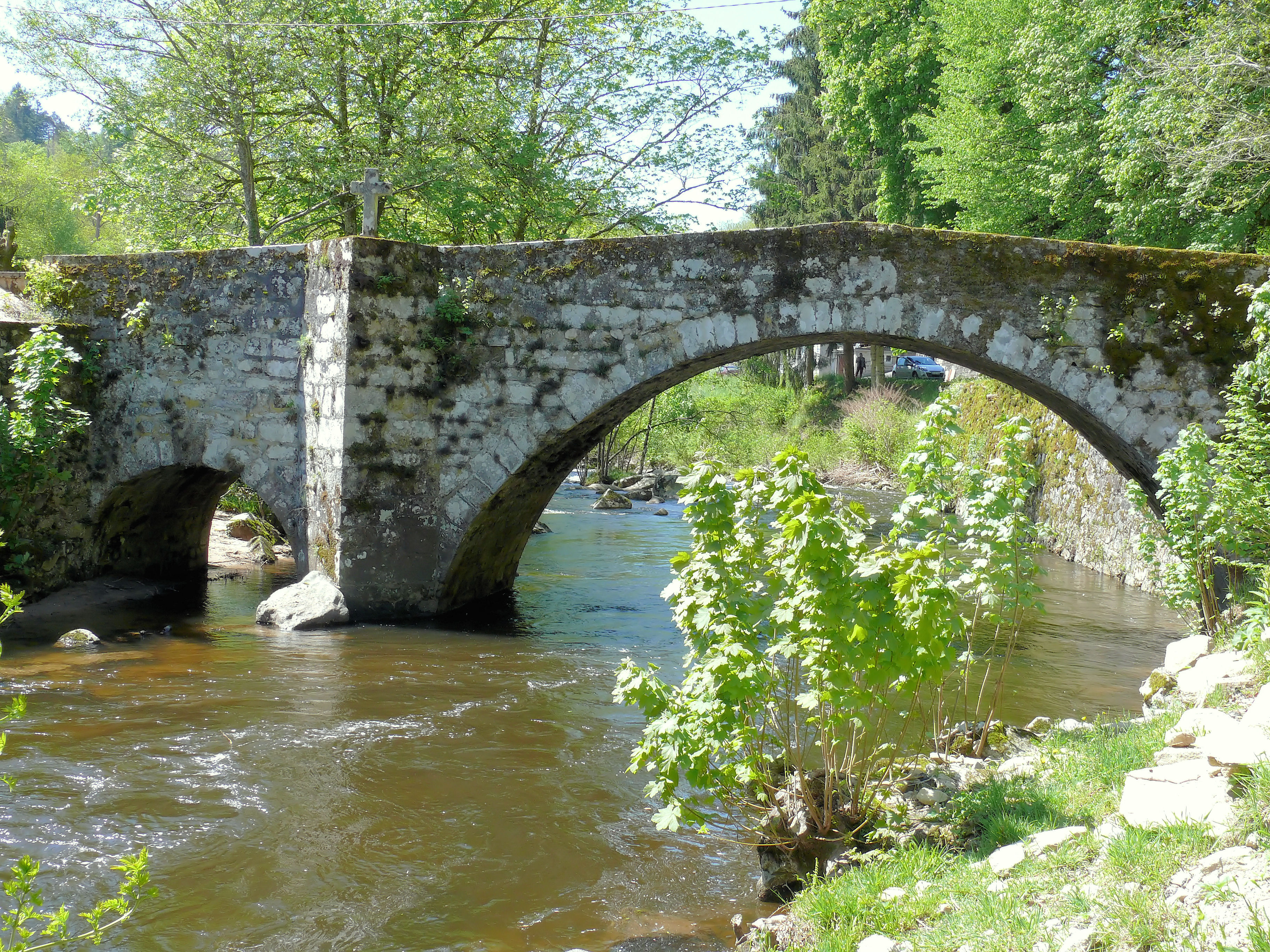
Мост